# فلاديمير أرسينييف

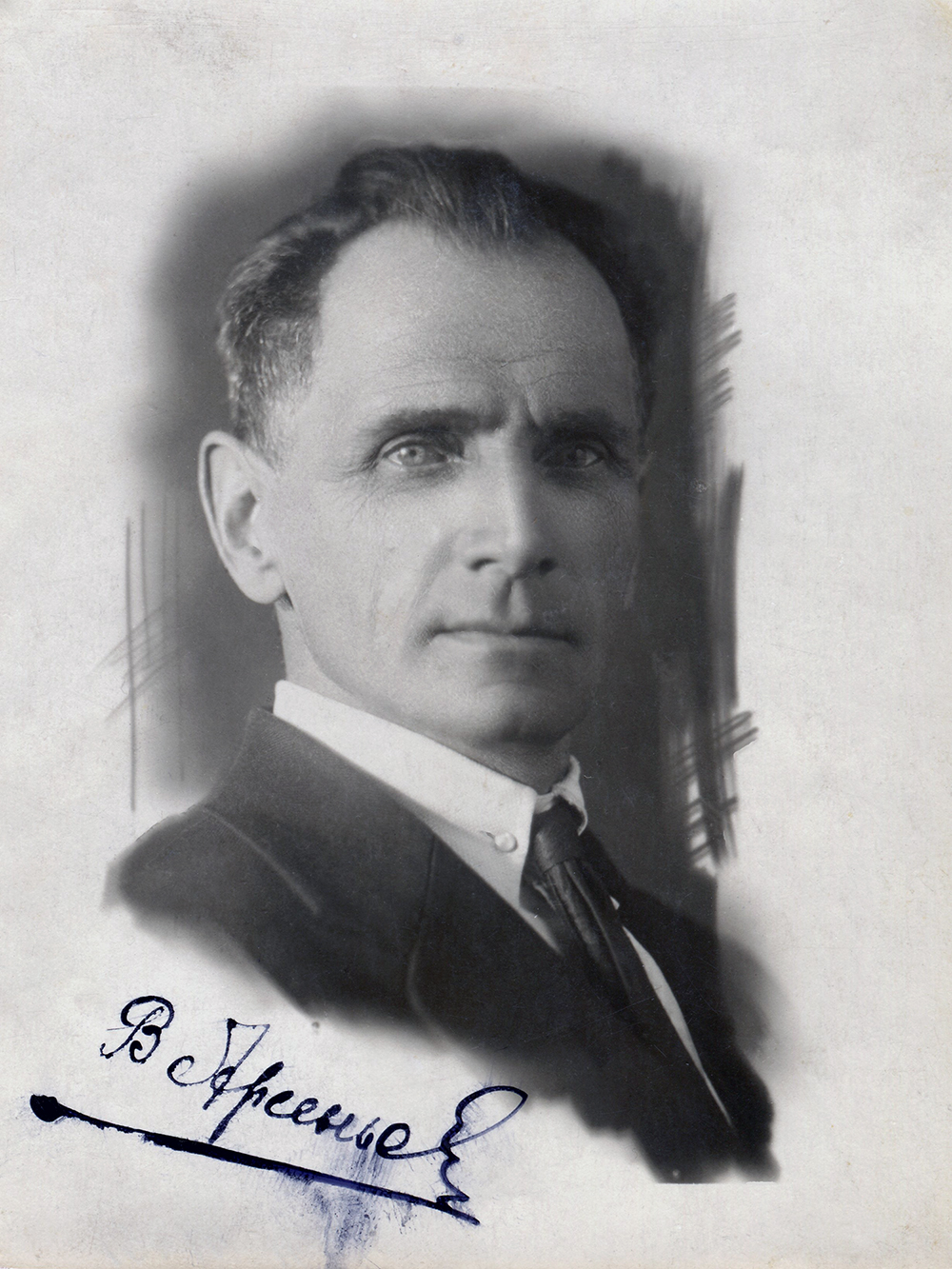
فلاديمير أرسينييف

فلاديمير كلافدييفيتش أرسينييف (الروسية: Влади́мир Кла́вдиевич Арсе́ньев) هو مستكشف روسي.

## روابط خارجية
- فلاديمير أرسينييف على موقع IMDb (الإنجليزية)
- فلاديمير أرسينييف على موقع قاعدة بيانات الفيلم (الإنجليزية)